# G. Takács Gabriella
G. Takács Gabriella (Guttmanné; Halmágy, 1925. november 15. – Kolozsvár, 1998. szeptember 7.) erdélyi magyar zenepedagógus, zenei tankönyvíró, Guttman Mihály felesége.

## Életútja, munkássága
Iskoláit Körösbányán, Nagyszebenben és Aradon kezdte, Nagyváradon a Szent Orsolya zárdában érettségizett 1945-ben. A Bolyai Tudományegyetemen francia–német szakot végzett (1949), majd a Magyar Zeneművészeti Főiskolán államvizsgázott. 1950-től nyugdíjazásáig a kolozsvári Zenelíceumban és a Koreográfiai Középiskolában tanított.

## Kötetei
- Énekeskönyv az V. osztály számára (Guttman Mihállyal, Bukarest, 1960; 1969-ig még négy kiadásban);
- Importanţa mijloacelor audio-vizuale în educaţia muzicală a preşcolarilor şi a elevilor (Kolozsvár, 1965);
- Ének–zene az V. osztály számára (Márkos Alberttel, Kolozsvár, 1968);
- Zeneelmélet. A kántorképző tanfolyam II. kötete (Kolozsvár, 1987).